# Саутленд (регіон)
Саутленд (англ. Southland, маор. Murihiku) — один з шістнадцяти регіонів Нової Зеландії, розташований на крайньому південному заході Південного острова та на острові Стюарт. Населення 94 800 осіб, другий за площею регіон країни — 34 347 км². Саутленд один з найменш заселених, щільність 2.90 особи/км². 36% території Саутленду займає найбільший національний парк Нової Зеландії Фіордланд. Регіон динамічно розвивається, друге місце за темпами зростання ВВП та третє за ВВП на душу населення. Саутленд складається з трьох округів (територіальні управління). Більше половини населення мешкає в адміністративному центрі — місті Інверкаргілл.

## Географія

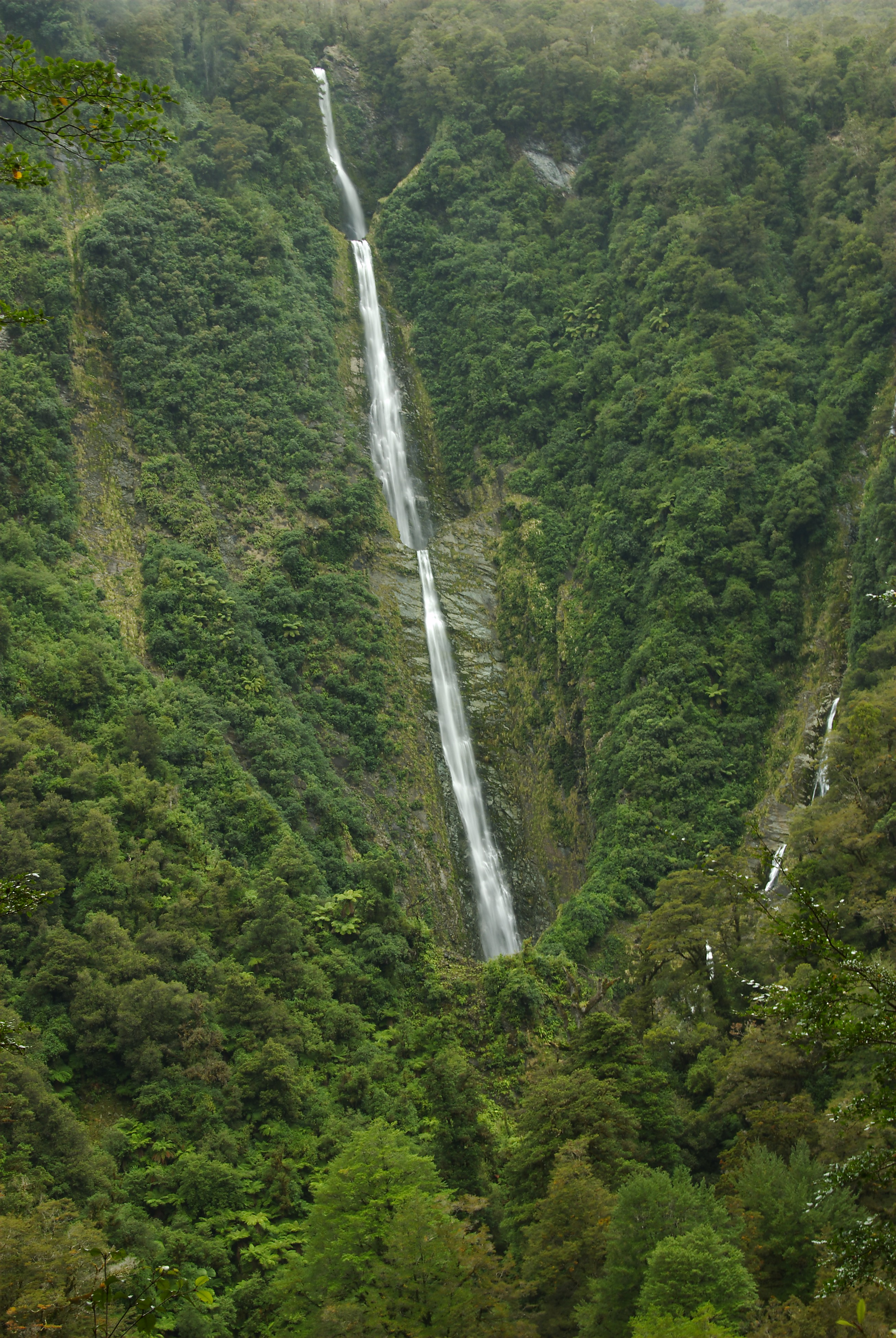
(Фіордланд).

Регіон Саутленд знаходиться на крайньому південному-заході Південного острова. Крайні точки основної частини Нової Зеландії, розташовані в Саутленді:

- Захід: Мис Західний (45°54′22″ пд. ш. 166°25′39″ сх. д. / 45.90611° пд. ш. 166.42750° сх. д.)
- Південь: Слоуп-Пойнт[en] (46°40′31″ пд. ш. 169°00′20″ сх. д. / 46.67528° пд. ш. 169.00556° сх. д.)

Регіон нагадує трикутник зі сторонами 250-300 км, дві грані якого омиваються морем. Через протоку Фово розкинувся острів Стюарт, третій за площею в країні, після Південного та Північного островів — 1,746 км² (0.6% площі Нової Зеландії). Стюарт з селищем Обан є найпівденнішим заселеним островом держави. 80% острова займає національний парк Ракіура (1,570 км²).
До Саутленду належать десятки менших островів, зокрема: Резолюшн (208 км²), Руапуке (16 км²), Коал (11.6 км²). 
Західну та північну частину регіону утворюють відроги Південних Альп, льодовики, сотні озер, річки та водоспади, кількасот морських та прісноводних острівців, фіорди та затоки утворюють чарівний світ національного парку Фіордланд. Найбільші озера: Манапоурі (142 км², найглибше озеро країни —444 м), Те-Анау (344 км²), Гауроко (63 км²), Потерітері (43 км²).
На півдні регіону розляглася рівнина Саутленд плейнс. З гір через рівнину на південь несуть свої води річки Уаїау (217 км) та Матаура (190 км).
Регіон омивається Тихим океаном: на заході Тасмановим морем та протокою Фово на півдні. На сході межує з регіоном Отаго, на півночі — вузький відрізок межі з регіоном Вест-Кост.

## Геологія

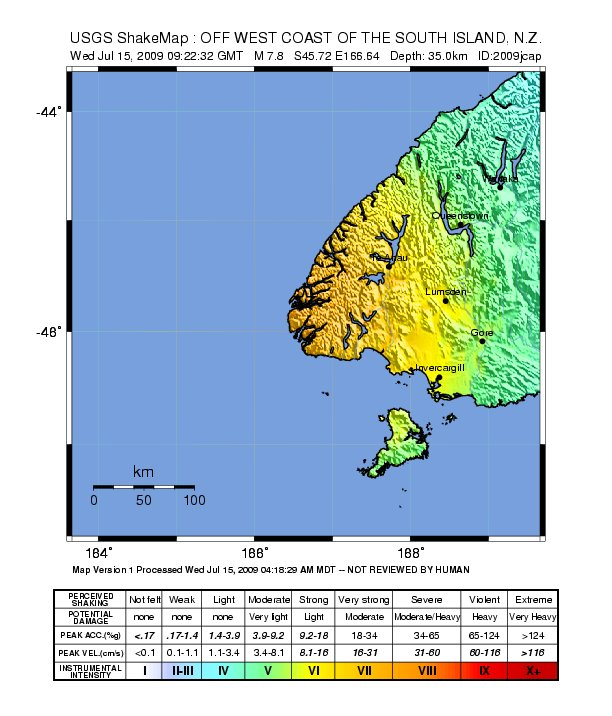
Карта частоти землетрусів.

На захід від Саутленда проходить трансформний Альпійський розлом між тектонічними плитами, де Тихоокеанська плита зі швидкістю 38 мм/рік занурюється під Індо-Австралійську. Внаслідок цього ростуть Південні Альпи та дуже часті землетруси особливо на західних відрогах гір (парк Фіордланд). Найпотужніший за останнє століття землетрус у Фіордленді 2009-го року, потужністю 7.8 балів. Впродовж наступних днів було більше сотні афтершоків. Менш потужні землетруси відбуваються регулярно, впродовж 2013 року відбулося два землетруси силою 4.7 балів. Завдяки безлюдності Фіордленду жертв не було, проте трапляються інфраструктурні пошкодження.
Землетруси потужністю понад 7 балів у Саутленді:
- 7.8 балів 15 липня 2009 (45°43′16″ пд. ш. 166°38′35″ сх. д. / 45.72111° пд. ш. 166.64306° сх. д.)
- 7.2 балів 21 серпня 2003 (45°06′14″ пд. ш. 167°08′38″ сх. д. / 45.10389° пд. ш. 167.14389° сх. д.)
- 7.0 балів 10 серпня 1993 (45°16′37″ пд. ш. 166°55′37″ сх. д. / 45.27694° пд. ш. 166.92694° сх. д.)

Альпійський розлом продовжується на південний захід від Південного острова в океані. Є ризик цунамі.
В центральній частині землетруси відносно рідкісні. На південному-сході Саутленду в краї Кетлінс землетруси частіші, силою до 4.5 балів.
Активних вулканів в регіоні не має, проте в плейстоцені район мав велику вулканічну активність.

## Економіка
Економіка регіону динамічно розвивається, за темпами друге місце. З 2007 до 2013 ВВП зріс на 40.9%, це майже удвічі швидше аніж загальнодержавний розвиток (24.5% за цей же період). 
Загальний ВВП станом березень 2013 року становить 5.0 млрд $ (2.4% загальнонаціональної економіки). ВВП на душу третій у державі — 52 701 $ (понад 500 тис ₴/рік), по державі (47 532 $). 

## Населення

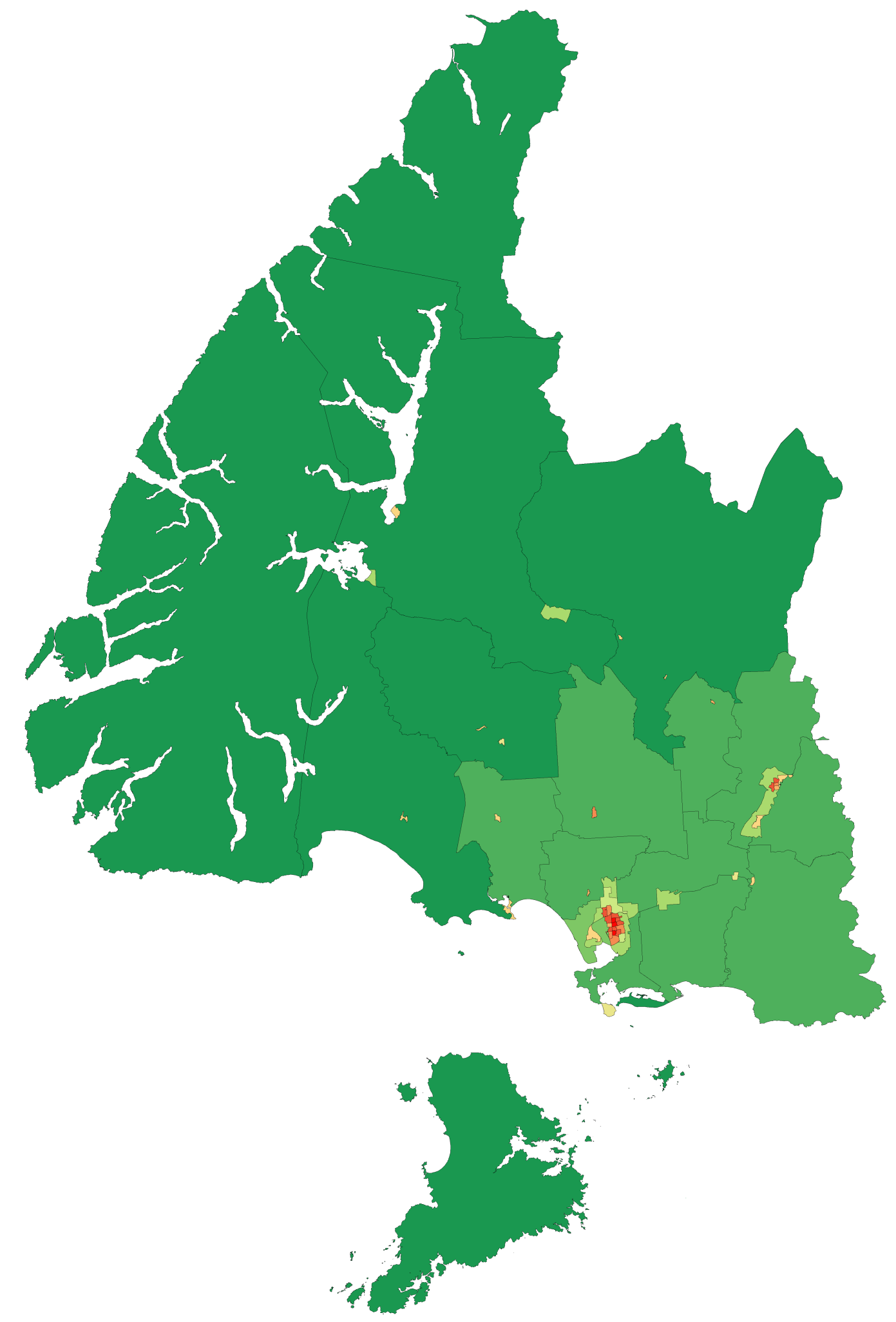
Щільність населення ^{(перепис 2006)}

Станом на середину 2013 населення Саутленда становить 94 800 осіб, це всього 2.1% населення Нової Зеландії. Регіон є одинадцятим за чисельністю. За щільністю населення посідає передостаннє — 15-е місце в державі. Всього 2.90 осіб/км², це майже вшестеро менше загальнодержавного. 
З 1996 до 2006 внаслідок від'їзду населення скоротилося на 6.3%. Впродовж наступних семи років ситуація покращилася, населення зросло на 1.7%. 
Більша частина 55.8% (52 800 осіб) мешкає в адміністративному центрі та найбільшому місті регіону — в місті Інверкаргілл. Ще 12.9% (12 200) мешкає за 50 км на північний-захід в місті Гор. Майже все населення мешкає в південно-східній частині Саутленду, західна та північна частина практично безлюдна. На острові Стюарта, розташований найпівденніший населений пункт Нової Зеландії — Обан.
      Населенні пункти Саутленда, понад 1,000 осіб (пер.2013):
1. 52 900 Інверкаргілл
2. 12 200 Гор[en]
3. 2,211 Уінтон[en]
4. 1,914 Те Анау[en]
5. 1,791 Блафф[en]
6. 1,509 Матаура[en]
7. 1,431 Рівертон[en]

Середній вік саутлендців постійно зростає та становить 39.6 роки (сер.2013), в 2006 становив 38.0 років. Віковий розподіл населення: 0-14 років — 20.1%, 15-39 — 30.4%, 40-64 — 33.3% , 65+ — 16.2%. 
Більшу частину населення становлять нащадки переселенців з Шотландії. Близько 10% маорійці.

## Адміністративний устрій
Саутленд є одним з 11 дворівневих регіонів Нової Зеландії. Відповідно значна частина питань вирішується на рівні територіальних управлінь — округів. Регіональна рада Саутленду здійснює переважно загальне управління.
До регіону Саутленд входить три територіальні управління. Два міста Інверкаргілл та Гор є територіальними управліннями, решта території належить до округу Саутленд, включно з островом Стюарта. Рада округу Саутленд засідає в місті Інверкаргілл.
| Назва        | Тип    | Англійська   | Маорі    | Площа (км2) | Населення (оц.2013-07-01) |   | Щільність осіб/км? |
| ------------ | ------ | ------------ | -------- | ----------- | ------------------------- | - | ------------------ |
| Інверкаргілл | місто  | Invercargill | Waihōpai | 491         | 52 900                    | ▬ | 107.74             |
| Саутленд     | округ  | Southland    |          | 30,401      | 29,800                    | ▬ | 0.98               |
| Гор          | місто  | Gore         | Maruawai | 1,251       | 12 200                    | ▼ | 9.75               |
| Саутленд     | регіон | Southland    | Murihiku | 32 143      | 94 800                    | ▼ | 2.95               |